# Archegosaurus
Archegosaurus là một chi lưỡng cư temnospondyli sống ở giai đoạn Asselian đến Wuchiapingian của Permi, khoảng 299-253 triệu năm trước. Phần còn lại của con vật này, bao gồm ít nhất 90 phần xương (chủ yếu là hộp sọ), đã được tìm thấy tại Đức. Tên Archegosaurus được đặt ra bởi Goldfuss vào năm 1847. Archegosaurus là thành viên của Archegosauridae.